# Hadena speyeri
Hadena speyeri là một loài bướm đêm trong họ Noctuidae.